# Кібардін Борис Михайлович
Борис Михайлович Кібардін (23 жовтня 1912, Томськ — 23 листопада 1984, Київ) — радянський військовий діяч та педагог, генерал-майор, начальник Київського суворовського військового училища (1958–1970).

## Біографія
Народився 23 жовтня 1912 року в місті Томськ. У 1934 році був призваний до лав РСЧА. Службу почав червоноармійцем в 12 стрілецькому територіальному батальйоні. У травні 1935 закінчив школу молодших командирів і продовжив службу командиром відділення та помкомвзводу цього ж батальйону. У 1936 році залишився на надстрокову службу і служив старшиною в Свердловському піхотному училищі. У 1939 році закінчив Свердловське військове училище і продовжив службу на посадах командира курсантського взводу та начальника навчальної частини батальйону курсантів. З липня по вересень 1941 служив командиром батальйону в 23 запасному полку 22 запасний бригади Уральського військового округу. У вересні 1941 року був направлений на навчання в академію ім. М. В. Фрунзе, яку закінчив за прискореною програмою в травні 1942 року. З травня 1942 по липень 1944 рр. — служив у штабі 5-й резервної Армії на посаді старшого помічника начальника оперативного відділення. З липня по жовтень 1944 — командував батальйоном 106 сд, 3 гв. Армії, а з жовтня 1944 по червень 1945 рр. — був командиром 979 сп 253 сд 23 ск 3 гвардійської армії. У німецько-радянській війні брав участь з червня 1942 і до її закінчення. Брав участь в боях від Сталінграда до Берліна і Праги. Легко поранений і контужений при форсуванні ріки Вісли, вдруге важко контужений в ході Берлінської операції.
Після війни в 1948 р — закінчив повний курс академії М. В. Фрунзе, отримав призначення на посаду командира батальйону курсантів Молотовського піхотного училища. У 1950 р був переведений на посаду заступника начальника Тамбовського суворовського військового училища по стройовій частині. У 1954 р закінчив академію Генерального штабу ім. К. Е. Ворошилова.
З вересня 1958 по 1970 рр. — очолював Київське суворовське військове училище.
Помер 23 листопада 1984 року, похований у Києві.

## Нагороди та відзнаки
- Орден Червоного Прапора (тричі),
- Орден Червоної Зірки (двічі)
- Орден Олександра Невського
- Орден Суворова III ст.[1]
- Медаль «За бойові заслуги»,
- Медаль «За визволення Праги»,
- Медаль «За взяття Берліна»,
- Медаль «За перемогу над Німеччиною».